# رجل على حافة
رجل على حافة (بالإنجليزية: Man on a Ledge)‏ هو فيلم حركة تم إنتاجه في الولايات المتحدة وصدر في سنة 2012. من بطولة سام ورذينجتن وإليزابيث بانكس وجيمي بيل وانتوني ماكي وإد هاريس.

## الميزانية والإيرادات
بلغت تكلفة إنتاج الفيلم حوالي 42 مليون دولار بينما حقق أرباحا تقدر بـ 46,221,189 دولار.

## وصلات خارجية
- رجل على حافة على موقع IMDb (الإنجليزية)
- رجل على حافة على موقع ميتاكريتيك (الإنجليزية)
- رجل على حافة على موقع روتن توميتوز (الإنجليزية)
- رجل على حافة على موقع نتفليكس (الإنجليزية)
- رجل على حافة على موقع قاعدة بيانات الأفلام العربية
- رجل على حافة على موقع ألو سيني (الفرنسية)
- رجل على حافة على موقع أول موفي (الإنجليزية)
- رجل على حافة على موقع بوكس أوفيس موجو (الإنجليزية)
- رجل على حافة على موقع فيلمافينيتي (الإسبانية)
- رجل على حافة على موقع قاعدة بيانات الأفلام السويدية (السويدية)